# Travunia borisi
Espèce
Synonymes
- Abasola borisi Hadži, 1973

Travunia borisi est une espèce d'opilions laniatores de la famille des Travuniidae.

## Distribution
Cette espèce est endémique de Bosnie-Herzégovine. Elle se rencontre à Bileća dans la grotte Dejanova pećina.

## Description
L'holotype mesure 1,2 mm.

## Systématique et taxinomie
Cette espèce a été décrite sous le protonyme Abasola borisi par Hadži en 1973. Elle est placée dans le genre Travunia par Novak en 2005.

## Étymologie
Cette espèce est nommée en l'honneur de Boris Sket.

## Publication originale
- Hadži, 1973 : « Novi taksoni suhih južin (Opilionidea) v Jugoslaviji - Neue Taxa der Weberknechte (Opilionidea) aus Jugoslawien. » Razprave Slovenska Akademija Znanosti in Umetnosti SAZU (IV) - Dissertationes Academia Scientiarum et Artium Slovenica, Classis 4, vol. 16, p. 1–120.